# Stereomyia armata
Stereomyia armata är en tvåvingeart som beskrevs av Oskar Theodor 1967. Stereomyia armata ingår i släktet Stereomyia och familjen lusflugor. Inga underarter finns listade i Catalogue of Life.